# 京都陽道庵
京都陽道庵(きょうとようどうあん)は、陶芸家、紙布織作家、書道家の上村陽道 が中心となるアートメーカーである。

## 概要
- 1992年(平成4年)　上村陽道が、陶房陽道庵を開窯。
- 2007年　「陽道庵」を京都陽道庵と改める。

## 主な専属作家
- 上村陽道（うえむら　ようどう、1947年 -)

## 作品
- 紙布 織の着物、帯 、京焼 を中心とする陶器。
- 墨絵、掛け軸や屏風などから、現代アートまで幅広く制作。